# Plano Inclinado da Igreja da Penna
O Plano Inclinado da Igreja da Penna é um funicular que facilita o acesso à Igreja de Nossa Senhora da Penna, localizada no Morro da Penna (Pedra do Galo), no bairro da Freguesia, na Zona Oeste do Rio de Janeiro. Foi inaugurado em 24/08/2014 e construído pela Prefeitura do Rio. Seu nome oficial é Plano Inclinado Monsenhor José Carlos Moreira.
A estação inicial possui o nome oficial de José Roiz de Aragão, e fica na Rua Nossa Senhora da Pena, dispondo de área para estacionamento. Já a estação mais próxima da igreja possui o nome oficial de Provedora Lygia Moreira Alves de Brito fica no alto do morro, junto à igreja.
Reformado em 2023, o funcionamento do transporte é diário, das 8h às 17h. Não há cobrança de passagem.